# Campanha Italiana de 1524-1525
A Campanha Italiana de 1524-1525 foi a acção final decisiva da Guerra Italiana de 1521-1526.

## Prelúdio
Os franceses, na posse de Lombardia, no início da Guerra Italiana de 1521, tinham sido obrigados a abandoná-la, depois de sua derrota na Batalha de Bicocca, em 1522. Determinado a recupera-la, Francis ordenou invadir a região, no final 1523, sob o comando do Guillaume Gouffier, Senhor de Bonnivet; mas Bonnivet foi derrotado pelas tropas imperiais na Batalha do Sesia e forçadas à retirada da França.
Charles de Lannoy lançou uma invasão de Provença, sob o comando do Fernando d'Avalos, e Charles III, duque de Bourbon (que tinha recentemente traído Francis e se aliado com o próprio Imperador). Embora inicialmente bem sucedido, a ofensiva imperial, perdido tempo valioso durante o Cerco de Marselha, foi forçada a retirar, de volta à Itália, pela chegada de Francis e do principal exército francês, em Avinhão.

## Lombardia é invadida pelos franceses
Em meados de Outubro, o próprio Francis cruzou os Alpes e avançou para Milão, chefiando um exército de mais de 40 mil homens. As tropas de Bourbon e de Avalos ainda nem tinham recuperado da campanha em Provence, pelo que não estavam em condições de oferecer resistência séria. O exército francês, movido em várias colunas, tenta avançar, mas falha em trazer o corpo principal das tropas imperiais de combate. No entanto, Carlos de Lannoy, que conseguiu juntar cerca de 16 mil homens, para resistir a 33 mil tropas francesas, decidiu que a cidade não poderia ser defendida e desistiu de Lodi em 26 de Outubro. Tendo entrado em Milão e instituído Louis II de la Trémoille como governador, Francis avançou sobre Pavia.

## Cerco de Pávia
A principal massa de tropas francesa chegou a Pávia no último dia do mês de Outubro. Por volta de 2 de Novembro, Montmorency tinha atravessado o Rio Tessino e investiu na cidade do sul, completando o seu cerco. Lá dentro estavam cerca de 9 mil homens, principalmente mercenários a quem Antônio de Leyva pôde pagar apenas pelo derretimento da chapa da igreja. Em 21 de Novembro, Francisco tentou um ataque à cidade através de duas das brechas, mas foi derrotado, com muitas baixas; dificultada pelas chuvas e uma falta de pólvora, os franceses decidiram esperar que os defensores morressem de fome.

## Expedições francesas
Nos primeiros dias de Dezembro, uma força espanhola, comandada por Hugo de Moncada aterrou perto de Genoa, com intenções de participar num conflito entre os apoiantes de Valois e os apoiantes de Habsburg, na cidade. Francis expediu uma força maior, ao abrigo do marquês de Saluzzo para os interceptar. Confrontados pelos franceses, mais numerosos, saiu sem apoio naval, por causa da chegada da fora aliada de Valois, comandada por Andrea Doria, as tropas espanholas renderam-se. Francis, em seguida, assinou um acordo secreto com o Papa Clemente VII, que se comprometeu a não apoiar Charles Francis em troca de ajuda com a conquista de Nápoles. Contra o parecer dos seus altos comandantes, Francis separou uma parte das suas forças sob o Duque de Albany e enviou-os para sul, a fim de ajudar o Papa.